# Campionato di Formula Regional Oceania 2024
Il Campionato di Formula Regional Oceania 2024 è stata la seconda stagione della Formula Regional Oceania, in precedenza il campionato era noto come la Toyota Racing Series, arrivato alla diciottesima edizione. La serie, rinominata diventa un campionato Regional completamente certificato FIA. La serie viene come in passato finanziata dalla Toyota e da Castrol.
Per la prima volta nella storia del campionato, il miglior pilota australiano o neozelandese che ha raccolto più punti dopo le prime due prove del campionato viene premiato con la vittoria della Tasman Cup, precedentemente valida nel campionato Australian S5000 Championship. Il premio è stato vinto da Christian Mansell.
La vittoria del Campionato piloti è andata, con una gara di anticipo, al pilota polacco della M2 Competition Roman Bilinski, mentre la Rookie Cup è andata al canadese Patrick Woods-Toth, su Kiwi Motorsport.

## Calendario
Tutte le gare si sono svolte in Nuova Zelanda, con la stagione che è iniziata il 20 gennaio al Taupo Motorsport Park di Taupo e si è conclusa il 18 febbraio al Highlands Motorsport Park di Cromwell.
| Round | Circuito                                     | Data        | Eventi di supporto |
| ----- | -------------------------------------------- | ----------- | --- |
| 1     | Taupo International Motorsport Park, Taupo   | 20 gennaio  | Taupo Historic Grand Prix Historic Touring Cars NZ Formula Junior NZ NZ Historic Muscle & Saloon Cars                     |
| 1     | Taupo International Motorsport Park, Taupo   | 21 gennaio  | Taupo Historic Grand Prix Historic Touring Cars NZ Formula Junior NZ NZ Historic Muscle & Saloon Cars                     |
| 2     | Manfield Autocorse, Feilding                 | 27 gennaio  | New Zealand GT Championship TGR 86 Series NZ Super V8 Series TA2 New Zealand                                              |
| 2     | Manfield Autocorse, Feilding                 | 28 gennaio  | New Zealand GT Championship TGR 86 Series NZ Super V8 Series TA2 New Zealand                                              |
| 3     | Hampton Downs Motorsport Park, Hampton Downs | 3 febbraio  | New Zealand Porsche Series Championship GT Racing New Zealand NZ Formula First Championship Superkart Drivers Club Series |
| 3     | Hampton Downs Motorsport Park, Hampton Downs | 4 febbraio  | New Zealand Porsche Series Championship GT Racing New Zealand NZ Formula First Championship Superkart Drivers Club Series |
| 4     | Euromarque Motorsport Park, Christchurch     | 10 febbraio | Lady Wigram Trophy Trans-Tasman Challenge New Zealand GT Championship TGR 86 Series NZ                                    |
| 4     | Euromarque Motorsport Park, Christchurch     | 11 febbraio | Lady Wigram Trophy Trans-Tasman Challenge New Zealand GT Championship TGR 86 Series NZ                                    |
| 5     | Highlands Motorsport Park, Cromwell          | 17 febbraio | Gran Premio della Nuova Zelanda Trans-Tasman Challenge New Zealand GT Championship TGR 86 Series NZ                       |
| 5     | Highlands Motorsport Park, Cromwell          | 18 febbraio | Gran Premio della Nuova Zelanda Trans-Tasman Challenge New Zealand GT Championship TGR 86 Series NZ                       |

## Team e Piloti
Tutti i piloti utilizzano la vettura: Tatuus FT-60 alimentata dai motori Toyota, turbocompressi da 2.0L. Da quest'anno cambiano le gomme in gara, passate da Hankook a Pirelli, in seguito ad un incendio nella fabbrica della fornitrice sud coreana, a Daejeon. Inoltre, tutte le vetture utilizzeranno carburante al 100% senza combustibili fossili, diventando il primo campionato della Formula Regional a farlo.
| Team             | #   | Piloti              | Stato | Gare   |
| ---------------- | --- | ------------------- | ----- | ------ |
| M2 Competition   | 4   | Roman Bilinski      |       | Tutti  |
| M2 Competition   | 7   | Nicola Lacorte      | R     | 1-3    |
| M2 Competition   | 16  | Michael Shin        |       | Tutti  |
| M2 Competition   | 23  | Liam Sceats         |       | Tutti  |
| M2 Competition   | 27  | Bryce Aron          |       | 4-5    |
| M2 Competition   | 39  | Gerrard Xie         |       | Tutti  |
| M2 Competition   | 101 | Ryder Quinn         |       | 5      |
| MTEC Motosport   | 5   | Lucas Fecury        |       | Tutti  |
| MTEC Motosport   | 6   | Tommy Smith         |       | 1-3    |
| MTEC Motosport   | 17  | Callum Hedge        |       | 5      |
| MTEC Motosport   | 19  | Elliott Cleary      | R     | 1-3, 5 |
| MTEC Motosport   | 48  | Kaden Probst        | R     | 1-4    |
| MTEC Motosport   | 51  | Jacob Abel          |       | 4-5    |
| Kiwi Motorsport  | 14  | Patrick Woods-Toth  | R     | Tutti  |
| Kiwi Motorsport  | 20  | Jake Bonilla        | R     | Tutti  |
| Kiwi Motorsport  | 22  | Jett Bowling        | R     | Tutti  |
| Kiwi Motorsport  | 31  | Titus Sherlock      | R     | Tutti  |
| Giles Motorsport | 15  | Kaleb Ngatoa        |       | Tutti  |
| Giles Motorsport | 41  | Alex Crosbie        | R     | Tutti  |
| Giles Motorsport | 69  | Sebastian Manson    | R     | 4-5    |
| Giles Motorsport | 71  | Christian Mansell   |       | 1-2    |
| Giles Motorsport | 739 | Landan Matriano Lim | R     | Tutti  |

## Risultati
| Round | Round | Circuito                            | Data        | Pole Position     | Giro veloce       | Vincitore         | Team vincente    | Note   |
| ----- | ----- | ----------------------------------- | ----------- | ----------------- | ----------------- | ----------------- | ---------------- | ------ |
| 1     | G1    | Taupo International Motorsport Park | 20 gennaio  | Christian Mansell | Roman Bilinski    | Roman Bilinski    | M2 Competition   | [ 32 ] |
| 1     | G2    | Taupo International Motorsport Park | 21 gennaio  |                   | Alex Crosbie      | Gerrard Xie       | M2 Competition   | [ 33 ] |
| 1     | G3    | Taupo International Motorsport Park | 21 gennaio  | Christian Mansell | Christian Mansell | Roman Bilinski    | M2 Competition   | [ 34 ] |
| 2     | G1    | Manfield Autocorse                  | 27 gennaio  | Roman Bilinski    | Nicola Lacorte    | Roman Bilinski    | M2 Competition   | [ 35 ] |
| 2     | G2    | Manfield Autocorse                  | 28 gennaio  |                   | Kaleb Ngatoa      | Christian Mansell | Giles Motorsport | [ 36 ] |
| 2     | G3    | Manfield Autocorse                  | 28 gennaio  | Roman Bilinski    | Liam Sceats       | Roman Bilinski    | M2 Competition   | [ 37 ] |
| 3     | G1    | Hampton Downs Motorsport Park       | 3 febbraio  | Gerrard Xie       | Liam Sceats       | Roman Bilinski    | M2 Competition   | [ 38 ] |
| 3     | G2    | Hampton Downs Motorsport Park       | 4 febbraio  |                   | Roman Bilinski    | Nicola Lacorte    | M2 Competition   | [ 39 ] |
| 3     | G3    | Hampton Downs Motorsport Park       | 4 febbraio  | Roman Bilinski    | Roman Bilinski    | Kaleb Ngatoa      | Giles Motorsport | [ 40 ] |
| 4     | G1    | Euromarque Motorsport Park          | 10 febbraio | Roman Bilinski    | Bryce Aron        | Roman Bilinski    | M2 Competition   | [ 41 ] |
| 4     | G2    | Euromarque Motorsport Park          | 11 febbraio |                   | Michael Shin      | Michael Shin      | M2 Competition   | [ 42 ] |
| 4     | G3    | Euromarque Motorsport Park          | 11 febbraio | Roman Bilinski    | Roman Bilinski    | Liam Sceats       | M2 Competition   | [ 43 ] |
| 5     | G1    | Highlands Motorsport Park           | 17 febbraio | Liam Sceats       | Liam Sceats       | Liam Sceats       | M2 Competition   | [ 44 ] |
| 5     | G2    | Highlands Motorsport Park           | 18 febbraio |                   | Roman Bilinski    | Bryce Aron        | M2 Competition   | [ 45 ] |
| 5     | G3    | Highlands Motorsport Park           | 18 febbraio | Liam Sceats       | Roman Bilinski    | Liam Sceats       | M2 Competition   | [ 46 ] |

## Classifiche

### Format
Il campionato sarà composto da cinque appuntamenti di seguito, che terranno impegnati i piloti per quattro giorni alla settimana (dal giovedì alla domenica), totalizzando, al termine del campionato, circa 3.500 chilometri a bordo delle vetture. La struttura del weekend è formata da due sessioni di test da 30 minuti ciascuna al giovedì, tre sessioni di prove libere anche queste da 30 minuti l'una al venerdì, al sabato 15 minuti di Qualifica 1 che va a determinare la griglia di Gara 1, lunga 75 chilometri. Alla domenica le Qualifiche 2 e, successivamente, Gara 2, anche questa con la stessa distanza della prima e con l'inversione delle prime otto posizione. Poi Gara 3 con la griglia stabilita dalle qualifiche, lunga 90 chilometri.

### Sistema di punteggio
Il sistema di punteggio rimane invariato rispetto alla scorsa stagione.
| Gara       | Posizione, Punti | Posizione, Punti | Posizione, Punti | Posizione, Punti | Posizione, Punti | Posizione, Punti | Posizione, Punti | Posizione, Punti | Posizione, Punti | Posizione, Punti | Posizione, Punti | Posizione, Punti | Posizione, Punti | Posizione, Punti | Posizione, Punti | Posizione, Punti | Posizione, Punti | Posizione, Punti | Posizione, Punti | Posizione, Punti |
| ---------- | ---------------- | ---------------- | ---------------- | ---------------- | ---------------- | ---------------- | ---------------- | ---------------- | ---------------- | ---------------- | ---------------- | ---------------- | ---------------- | ---------------- | ---------------- | ---------------- | ---------------- | ---------------- | ---------------- | ---------------- |
| Gara       | 1°               | 2°               | 3°               | 4°               | 5°               | 6°               | 7°               | 8°               | 9°               | 10°              | 11°              | 12°              | 13°              | 14°              | 15°              | 16°              | 17°              | 18°              | 19°              | 20°              |
| Gara 1 e 3 | 35               | 31               | 27               | 24               | 22               | 20               | 18               | 16               | 14               | 12               | 10               | 9                | 8                | 7                | 6                | 5                | 4                | 3                | 2                | 1                |
| Gara 2     | 20               | 18               | 16               | 14               | 12               | 10               | 9                | 8                | 7                | 6                | 5                | 4                | 3                | 2                | 1                |                  |                  |                  |                  |                  |

### Classifica Piloti
| Pos | Piloti                  | TAU             | TAU                 | TAU          | MAN         | MAN                                             | MAN | HDM | HDM | HDM | EUR | EUR | EUR | HMP | HMP | HMP | Punti |
| --- | ----------------------- | --------------- | ------------------- | ------------ | ----------- | ----------------------------------------------- | --- | --- | --- | --- | --- | --- | --- | --- | --- | --- | ----- |
| 1 | Roman Bilinski          | 1               | 2                   | 1            | 1           | 17                                              | 1   | 1   | 3   | 2   | 1   | 5   | 2   | 3   | 3   | 5   | 385   |
| 2 | Liam Sceats             | 5               | 4                   | 3            | 3           | 4                                               | 3   | 2   | 6   | 5   | 2   | 8   | 1   | 1   | 9   | 1   | 342   |
| 3 | Patrick Woods-Toth R    | 16              | 5                   | 9            | 8           | 4                                               | 6   | 3   | 4   | 6   | 7   | 3   | 3   | 7   | 2   | 9   | 255   |
| 4 | Michael Shin            | 3               | 7                   | 5            | 17          | 12                                              | Rit | 6   | 2   | 3   | 8   | 1   | 7   | 4   | 7   | 3   | 245   |
| 5 | Alex Crosbie R          | 8               | 3                   | 4            | 9           | 7                                               | 7   | 12  | 10  | 8   | 5   | 6   | 8   | 13  | 12  | 7   | 208   |
| 6 | Gerrard Xie             | 6               | 1                   | 11           | 7           | 10                                              | 15  | 4   | 5   | NP  | 6   | 2   | 6   | 6   | 6   | 16  | 206   |
| 7 | Kaleb Ngatoa            | 4               | 14                  | 7            | 4           | 2                                               | 5   | 16  | 7   | 1   | 4   | 5   | 10  | NP  | NP  | NP  | 205   |
| 8 | Tommy Smith             | 7               | 6                   | 12           | 6           | 3                                               | 6   | 5   | 9   | 7   |     |     |     |     |     |     | 144   |
| 9 | Christian Mansell       | 2               | Rit                 | 2            | 5           | 1                                               | 2   |     |     |     |     |     |     |     |     |     | 135   |
| 10 | Nicola Lacorte R        | Rit             | 11                  | 6            | 2           | 6                                               | Rit | 7   | 1   | 7   |     |     |     |     |     |     | 130   |
| 11 | Elliott Cleary R        | 10              | 8                   | 10           | 14          | 9                                               | 10  | 8   | 8   | 11  |     |     |     | 9   | 10  | 10  | 125   |
| 12 | Jett Bowling R          | 12              | 12                  | 15           | 11          | 13                                              | 9   | 13  | 14  | 15  | 10  | 9   | 9   | 11  | 11  | 11  | 123   |
| 13 | Jacob Abel              |                 |                     |              |             |                                                 |     |     |     |     | 3   | 7   | 5   | 5   | 4   | 4   | 118   |
| 14 | Titus Sherlock R        | 11              | Rit                 | 8            | 13          | 8                                               | 8   | 11  | 13  | 9   | Rit | 12  | 11  | Rit | 14  | 17  | 107   |
| 15 | Bryce Aron              |                 |                     |              |             |                                                 |     |     |     |     | 9   | 10  | 4   | 8   | 1   | 6   | 99    |
| 16 | Landan Matriano Lim R   | 15              | 9                   | 17           | 15          | 11                                              | 12  | 10  | 15  | 13  | 11  | 13  | 13  | 15  | 15  | 13  | 97    |
| 17 | Lucas Fecury            | 9               | NC                  | 16           | 10          | 16                                              | 13  | 9   | 12  | 12  | 12  | 15  | Rit | 14  | 17  | 14  | 93    |
| 18 | Jake Bonilla R          | 14              | 10                  | 14           | 16          | 15                                              | 14  | 14  | 16  | 14  | 13  | 14  | 14  | 16  | 16  | 15  | 77    |
| 19 | Callum Hedge            |                 |                     |              |             |                                                 |     |     |     |     |     |     |     | 2   | 5   | 2   | 74    |
| 20 | Kaden Probst R          | 13              | 13                  | 13           | 12          | 14                                              | 11  | 15  | 11  | 10  | Rit | NP  | NP  |     |     |     | 63    |
| 21 | Ryder Quinn             |                 |                     |              |             |                                                 |     |     |     |     |     |     |     | 12  | 13  | 8   | 30    |
| Piloti ospiti, non idonei ad ottenere punti |                         |                 |                     |              |             |                                                 |     |     |     |     |     |     |     |     |     |     |       |
| - | Sebastian Manson R      |                 |                     |              |             |                                                 |     |     |     |     | NP  | 11  | 12  | 10  | 8   | 12  | -     |
| Pos | Piloti                  | TAU             | TAU                 | TAU          | MAN         | MAN                                             | MAN | HDM | HDM | HDM | EUR | EUR | EUR | HMP | HMP | HMP | Punti |
| \| Legenda \| 1º posto \| 2º posto \| 3º posto \| A punti \| Senza punti \| Grassetto=Pole position Corsivo=Giro più veloce \| \| Legenda \| Solo prove/Terzo pilota \| Non qualificato \| Ritirato/Non class. \| Squalificato \| Non partito \| Grassetto=Pole position Corsivo=Giro più veloce \| |                         |                 |                     |              |             |                                                 |     |     |     |     |     |     |     |     |     |     |       |
| Legenda | 1º posto                | 2º posto        | 3º posto            | A punti      | Senza punti | Grassetto=Pole position Corsivo=Giro più veloce |     |     |     |     |     |     |     |     |     |     |       |
| Legenda | Solo prove/Terzo pilota | Non qualificato | Ritirato/Non class. | Squalificato | Non partito | Grassetto=Pole position Corsivo=Giro più veloce |     |     |     |     |     |     |     |     |     |     |       |